# Andreas Ibertsberger
Andreas Ibertsberger (Salzburg, 1982. július 27. –) osztrák labdarúgó, aki hátvédként játszik. Jelenleg a Hoffenheimban játszik a Bundesligaban, valamint az osztrák labdarúgó-válogatottban.
Ibertsbergernek van egy idősebb testvére Robert Ibertsberger aki válogatott labdarúgó volt, de egy sérülés véget vetett a karrierjének.

## Pályafutása
Ibertsberger Red Bull Salzburg csapatától igazolt a SC Freiburg csapatába 2005 januárjában. 2008 januárjában igazolt Hoffenheimba.

### A válogatottban
2004 októberben mutatkozott be az osztrák labdarúgó-válogatottban az északír labdarúgó-válogatott ellen a 2004-es világbajnoki selejtezőn. 12-szeres válogatott, 1 gólt lőtt eddig.